# Sočice, Priboj
Sočice (izvirno srbsko Сочице) je naselje v Srbiji, ki upravno spada pod Občino Priboj; slednja pa je del Zlatiborskega upravnega okraja.

## Demografija
V naselju živi 213 polnoletnih prebivalcev, pri čemer je njihova povprečna starost 39,9 let (37,3 pri moških in 42,3 pri ženskah). Naselje ima 88 gospodinjstev, pri čemer je povprečno število članov na gospodinjstvo 3,05.
To naselje je, glede na rezultate popisa iz leta 2002, večinoma srbsko.
|  |

| Demografija | Demografija     | Demografija     |
| Leto        | Št. prebivalcev | Št. prebivalcev |
| ----------- | --------------- | --------------- |
|             |                 |                 |
|             |                 |                 |
|             |                 |                 |
|             |                 |                 |
| 1948        | 433             |                 |
| 1953        | 510             |                 |
| 1961        | 529             |                 |
| 1971        | 523             |                 |
| 1981        | 333             |                 |
| 1991        | 376             | 367             |
| 2002        | 312             | 269             |
|             |                 |                 |

| Etnična sestava po popisu iz leta 2002 | Etnična sestava po popisu iz leta 2002 | Etnična sestava po popisu iz leta 2002 | Etnična sestava po popisu iz leta 2002 | Etnična sestava po popisu iz leta 2002 |
| -------------------------------------- | -------------------------------------- | -------------------------------------- | -------------------------------------- | -------------------------------------- |
| Srbi                                   | Srbi                                   |                                        | 204                                    | 75,83%                                 |
| Bošnjaki                               | Bošnjaki                               |                                        | 52                                     | 19,33%                                 |
| Črnogorci                              | Črnogorci                              |                                        | 13                                     | 4,83%                                  |
| Neznano                                | Neznano                                |                                        | 0                                      | 0,0%                                   |